# Melvin, Texas
Melvin là một thị trấn thuộc quận McCulloch, tiểu bang Texas, Hoa Kỳ. Năm 2010, dân số của thị trấn này là 178 người.

## Dân số
- Dân số năm 2000: 155 người.
- Dân số năm 2010: 178 người.